# SU Aurigae
Désignations
SU Aurigae ou SU Aur est une étoile variable de type T Tauri du complexe Taureau-Cocher. Elle se trouve à une distance d'environ 158 pc (∼515 al), avec un type spectral de G2 III.